# Église Sainte-Claire de Porto
 (novembre 2024).
L'église Sainte-Claire (portugais : Igreja de Santa Clara) est une église catholique romaine de la ville portugaise de Porto. Elle est considérée comme l'un des plus beaux exemples d'églises bordées d'or du baroque portugais. Extérieurement, elle présente une sobre façade gothique du XVe siècle.

## Historique

### Construction de l'église et de son monastère de rattachement
En 1405, le pape Innocent VII autorise la reine Philippa de Lancastre à déplacer les clarisses de Torrão à Porto vers un endroit appelé Carvalhos do Monte près des fortifications de la ville. Après la mort de la reine, le roi Jean Ier est responsable de la construction d'un monastère.
La première pierre a été posée le 28 mars 1416 par l'évêque de Porto Fernando Guerra en présence du roi, des princes Ferdinand et Alfons et de toute la cour. Une grande partie de la construction a été financée par le monarque.
Les clarisses ont emménagé dans le monastère en 1427, mais l'église n'a été achevée que 30 ans plus tard.

### Transformations architecturales
Aux XVIIe et XVIIIe siècles, quelques changements structurels sont effectués.
À partir d'août 1630, il y a une note dans le livre des dépenses selon laquelle l'orgue est réparé pour 4 000 réals. Une autre réparation de l'orgue a lieu en juillet 1660.
Entre 1707 et 1715, un nouveau monastère est construit par l'architecte Antonio Pereira. En 1729, la chapelle principale de son église est agrandie.
De 1730 à 1732, Miguel Francisco da Silva agrandit l'église et la garnit de sculptures dorées en bois précieux brésilien et en feuilles d'or. Ce grand changement n'a pas lieu dans un processus graduel, comme dans le cas de l'église de São Francisco, mais plutôt d'un seul coup. Les sculptures dorées du chœur sont réalisées vers 1730 par le lisboète Miguel Francisco da Silva, tandis que la nef est dorée par Pedro da Silva et António José Pereira en 1744. La sculpture montre une unité formelle que l'on ne retrouve pas à São Francisco, où la décoration a été réalisée en plusieurs sections.

### Suppression des ordres religieux
Après la suppression des ordres religieux par le décret du 28 mai 1834, le monastère a bénéficié d'une disposition qui permettait aux ordres féminins de continuer leur activité jusqu'à la mort de la dernière religieuse sans pouvoir recruter de novices. Le monastère s'est donc maintenu jusqu'à la mort de la dernière religieuse en 1901. Ensuite, le bâtiment a été transformé en hôpital.

### Restauration de l'église
D'importants travaux de restauration ont été effectués sur l'église entre 2014 et 2019.

## Description
La structure à nef unique est fermée par un chœur. Comme il était d'usage dans l'église d'un couvent de femmes, l'entrée principale se trouvait sur la façade latérale nord. Ce portail, à arc en plein cintre, est flanqué de pilastres et présente une frise soutenue par un entablement à trois niches dont l'extrémité est pourvue de créneaux. Il combine des éléments gothiques Tado et Renaissance utilisés au XVIIIe siècle.

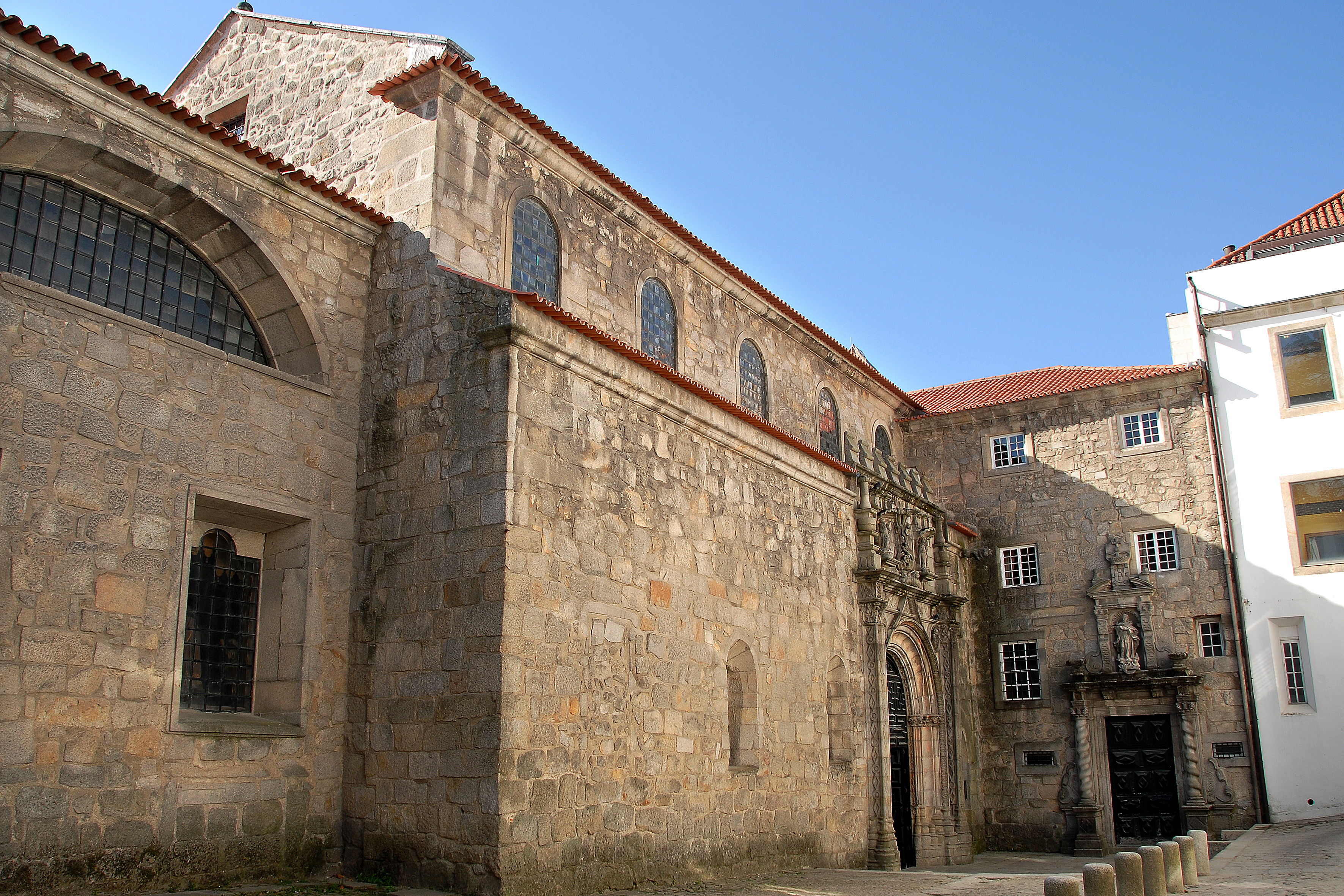
Vue extérieure d'ensemble, en novembre 2007.
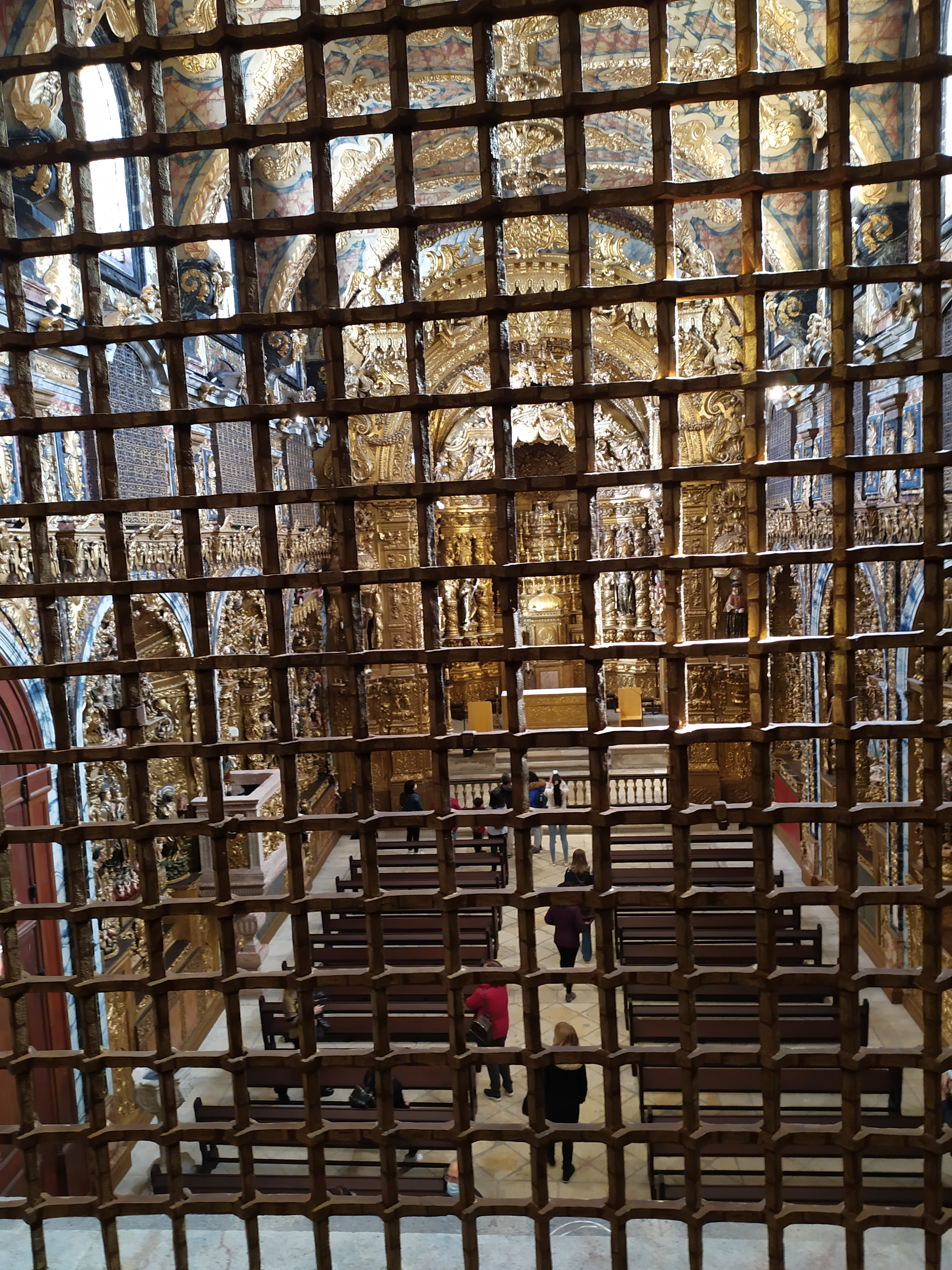
Vue sur la nef.
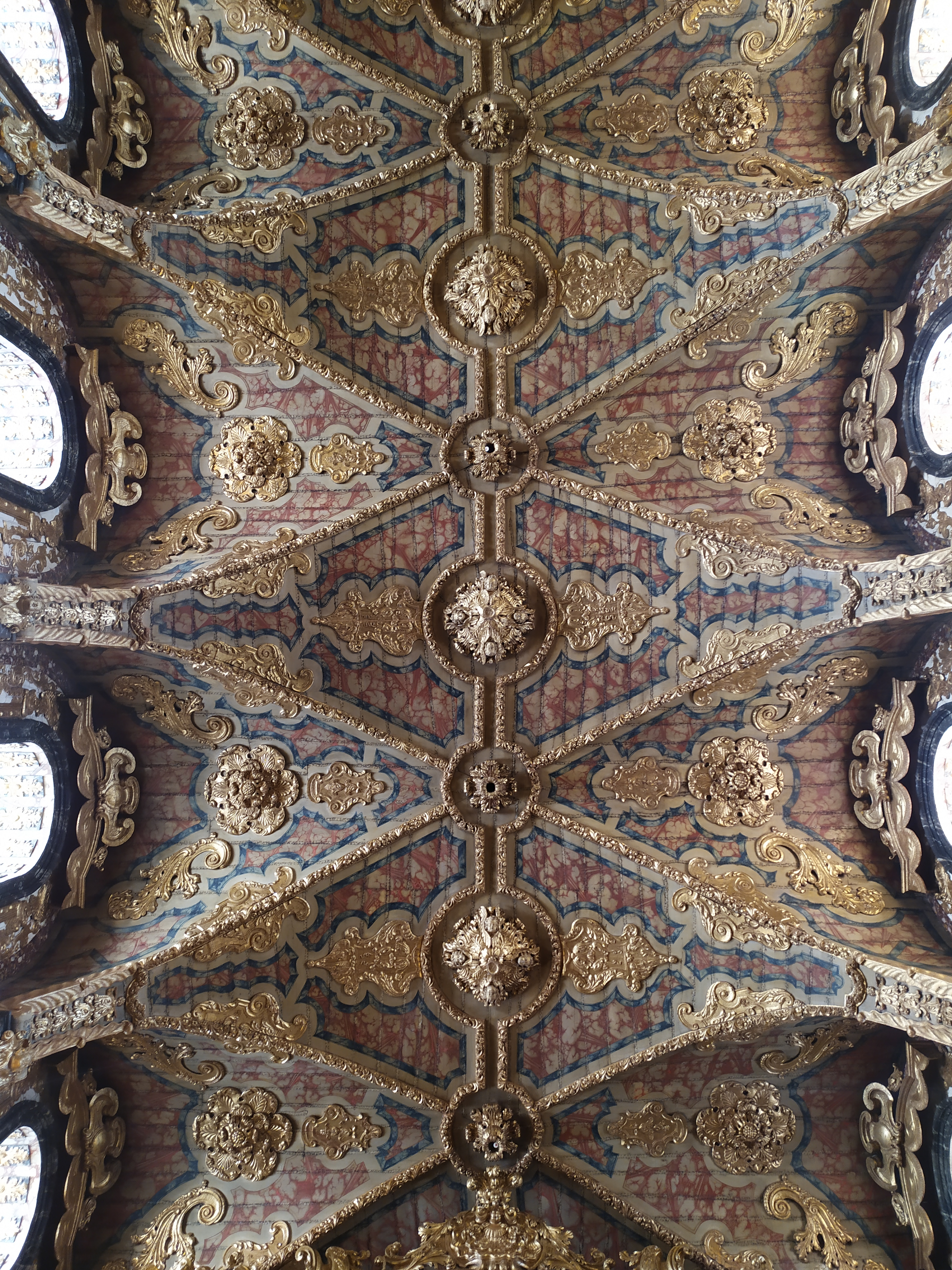
La voûte.
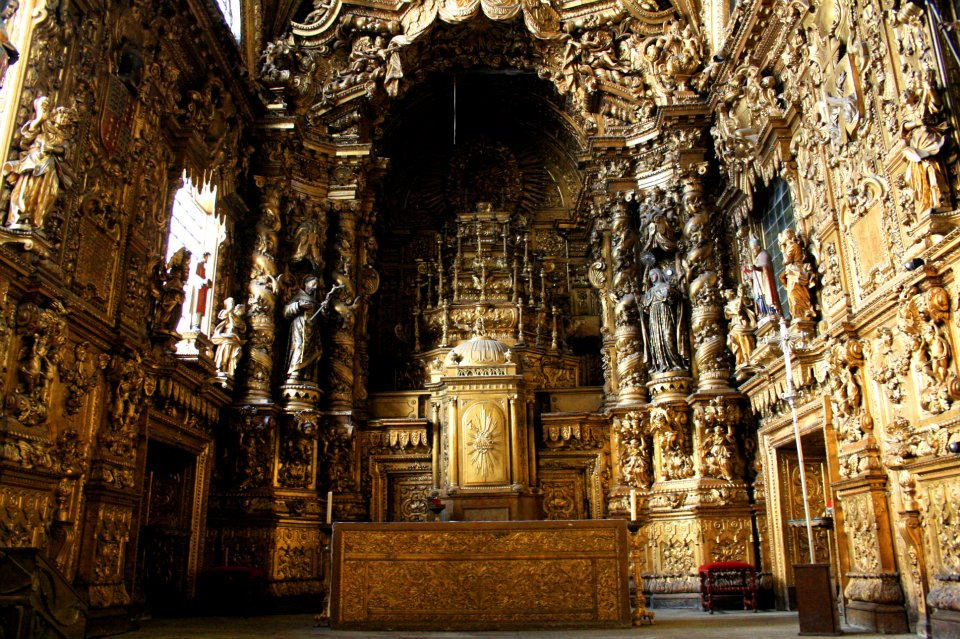
Le chœur.
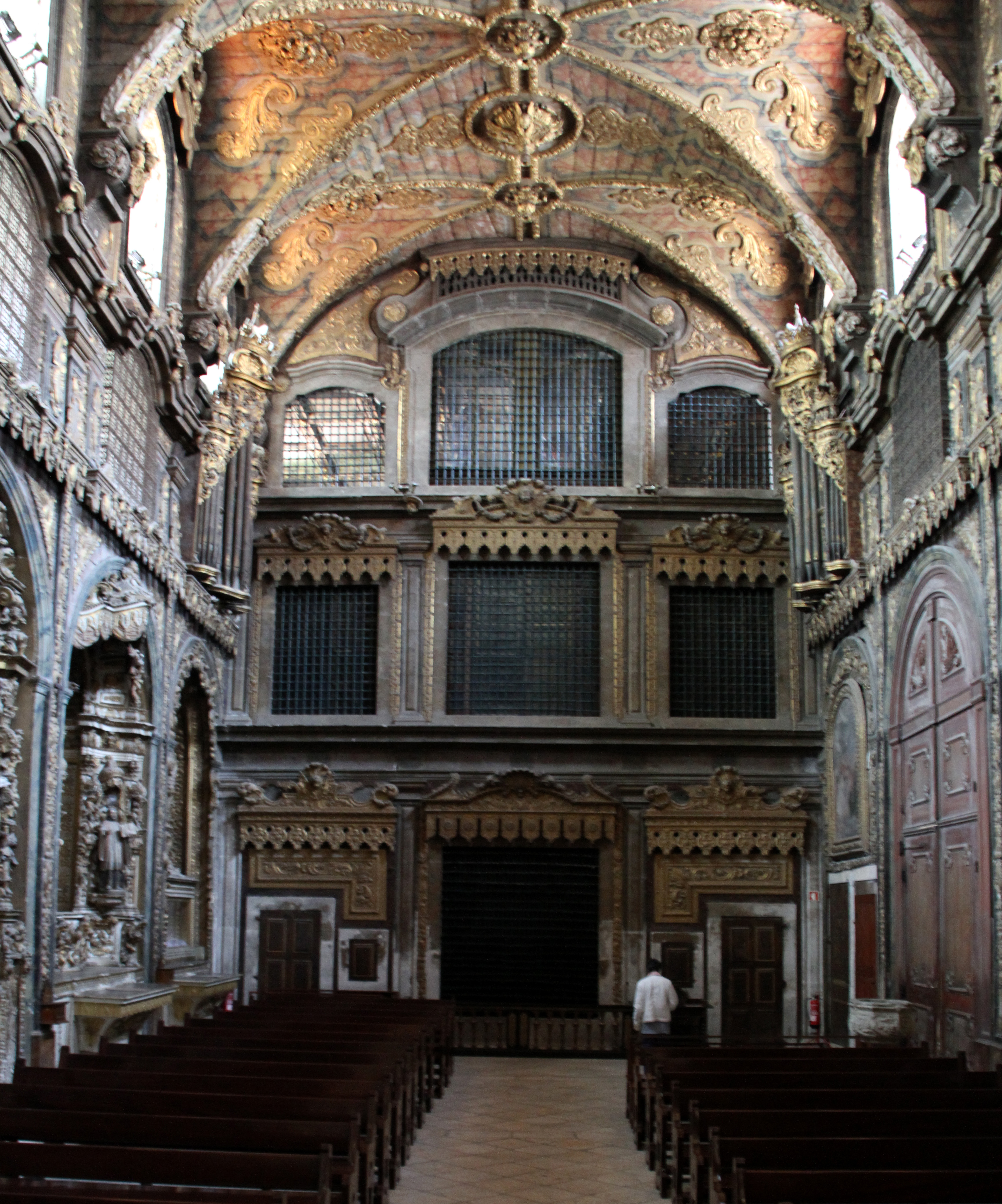
Le fond de la nef.